# Jan Hommen
Johannes Henricus Maria (Jan) Hommen ('s-Hertogenbosch, 29 april 1943) is een Nederlands bestuurder en topfunctionaris. Hij was van 2009 tot 2013 bestuursvoorzitter van ING Groep. Tussen 2014 en 2015 vervulde hij die functie bij KPMG.

## Loopbaan
Jan Hommen studeerde bedrijfseconomie aan de Katholieke Universiteit Brabant. Hommen begon zijn carrière bij LIPS Aluminium B.V., een dochteronderneming van LIPS Scheepsschroeven B.V. te Drunen en ELKEM en Alcoa. Na een lange periode met diverse functies bij het Amerikaanse aluminiumconcern Alcoa werd Hommen in 1997 als financiële man bestuurslid bij Philips. Hij bleef er CFO tot 2005, waarna hij commissaris werd bij onder meer de ING Groep en Reed Elsevier. Op 27 januari 2009 volgde hij Michel Tilmant op als bestuursvoorzitter bij de ING Groep, dat door de kredietcrisis diep in de problemen was gekomen.
In zijn eerste jaar zag Hommen af van een salarisvergoeding tot het moment dat er een nieuw beloningsbeleid zou worden vastgesteld. Over 2010 zou Hommen aanvankelijk een bonus van 1,25 miljoen euro krijgen bovenop zijn vaste salaris van 1,35 miljoen euro. ING kreeg vanwege dit besluit veel kritiek te verduren, omdat de bank nog steeds niet de staatssteun had afgelost. Hommen en zijn medebestuurders besloten vervolgens af te zien van de bonus.
Hommen werd  bij ING per 1 oktober 2013 opgevolgd door Ralph Hamers. 
Op 26 mei 2014 werd bekend dat hij per 14 juni de functie van bestuursvoorzitter bij accountants- en adviesorganisatie KPMG ging vervullen. Hij werd aangesteld voor een periode van maximaal vier jaar, of totdat een geschikte opvolger was gevonden. Ook bij KPMG voerde Hommen saneringen door en legde hij de basis voor een nieuwe bedrijfscultuur. Hij werd opgevolgd door Stephanie Hottenhuis (1965), sinds augustus 2018 voorzitter van de raad van bestuur bij KPMG Nederland.

## Onderscheidingen
Op 7 april 2005 werd Hommen geridderd en benoemd tot Officier in de Orde van Oranje-Nassau.
Jan Hommen is bij zijn vertrek van ING bevorderd tot Commandeur in de Orde van Oranje-Nassau. Hij is gestopt per 1 oktober 2013. Hij is Commandeur geworden dankzij „de uitzonderlijke bijdrage aan de continuïteit van ING als internationaal bedrijf en de inspanningen voor de aanpassing van de financiële sector na de financiële crisis van 2008”, aldus het ministerie van Financiën.

## Nevenfuncties[8]
Voorheen:
- Voorzitter stichtingsbestuur Tilburg University[9]
- Voorzitter raad van toezicht Maastricht Universtair Medisch Centrum
- Voorzitter raad van commissarissen Brabantse Ontwikkelings Maatschappij n.v.
- Voorzitter raad van commissarissen AholdDelhaize
- Voorzitter raad van commissarissen VolkerWessels
- Voorzitter raad van commissarissen United World College Nederland
- Voorzitter BlackRock Nederland

Heden:
- Lid raad van commissarissen Proteonic